# Synaptula mortensenii
Espèce
Synaptula mortensenii est une espèce d'holothuries de la famille des Synaptidae.

## Description
C'est une petite holothurie serpentiforme qui peut être prise pour un ver, et ne mesure que quelques centimètres (la plupart des spécimens connus mesurent 1,5 cm). 
Le tégument, blanc, mince, est translucide. Les tentacules, au nombre de douze, ont onze à douze paires de digitations très espacées, non unies par une membrane. Couronne calcaire à radiales largement percées. Trois vésicules de Poli et un court canal hydrophore. Gonades hermaphrodites formées de cinq gros tubes non ramifiés. Urnes ciliées en forme de demi-entonnoir. 
Spicules : les ancres et les plaques anchorales, assez allongées, sont de même taille dans tout le tégument. Les ancres, qui mesurent de 140 à 180 µm de long, ont trois à cinq granules sur le vertex et une base de la manivelle très finement épineuse. Les plaques anchorales ont entre 140 et 150 µm de long sur 90 à 110 µm de large ; leur pont porte le plus souvent une ou plusieurs apophyses centrales ou est très rarement dentelé. À ces ancres et à ces plaques s'ajoutent de nombreuses rosettes, que l'on retrouve dans les tentacules ; les bâtonnets du tronc de ceux-ci sont courts et massifs, ceux des digitations plus fins et plus variés.

## Répartition et habitat
Cette holothurie se rencontre dans l'océan Indien occidental, où elle a été récoltée de Zanzibar à Madagascar, à faible profondeur dans les récifs de corail. C'est la seule espèce de son genre dans la région avec Synaptula reciprocans (beaucoup plus grande et sombre). Elle pourrait vivre associée aux éponges, comme la plupart des petites espèces de ce groupe. 

## Systématique
Le nom valide complet (avec auteur) de ce taxon est Synaptula mortensenii Heding (d), 1929.
Synaptula mortensenii a pour synonyme :
- Synaptula mortenseni Heding, 1929 - avec un seul « i » final, graphie incorrecte

### Étymologie
Son épithète spécifique, mortensenii, lui a été probablement donnée en l'honneur du zoologiste danois Ole Mortensen (1868-1952).

### Publication originale
- (en) S. G. Heding, « Contributions to the knowledge of the Synaptidae. I. », Videnskabelige Meddelelser fra Dansk naturhistorisk Forening i Kjøbenhavn, Danemark, vol. 88,‎ 1930, p. 139-154.